# Вольтаджо
Вольтаджо (італ. Voltaggio, п'єм. Votagio) — муніципалітет в Італії, у регіоні П'ємонт,  провінція Алессандрія.
Вольтаджо розташоване на відстані близько 430 км на північний захід від Рима, 105 км на південний схід від Турина, 37 км на південний схід від Алессандрії.
Населення — 745 осіб (2014).

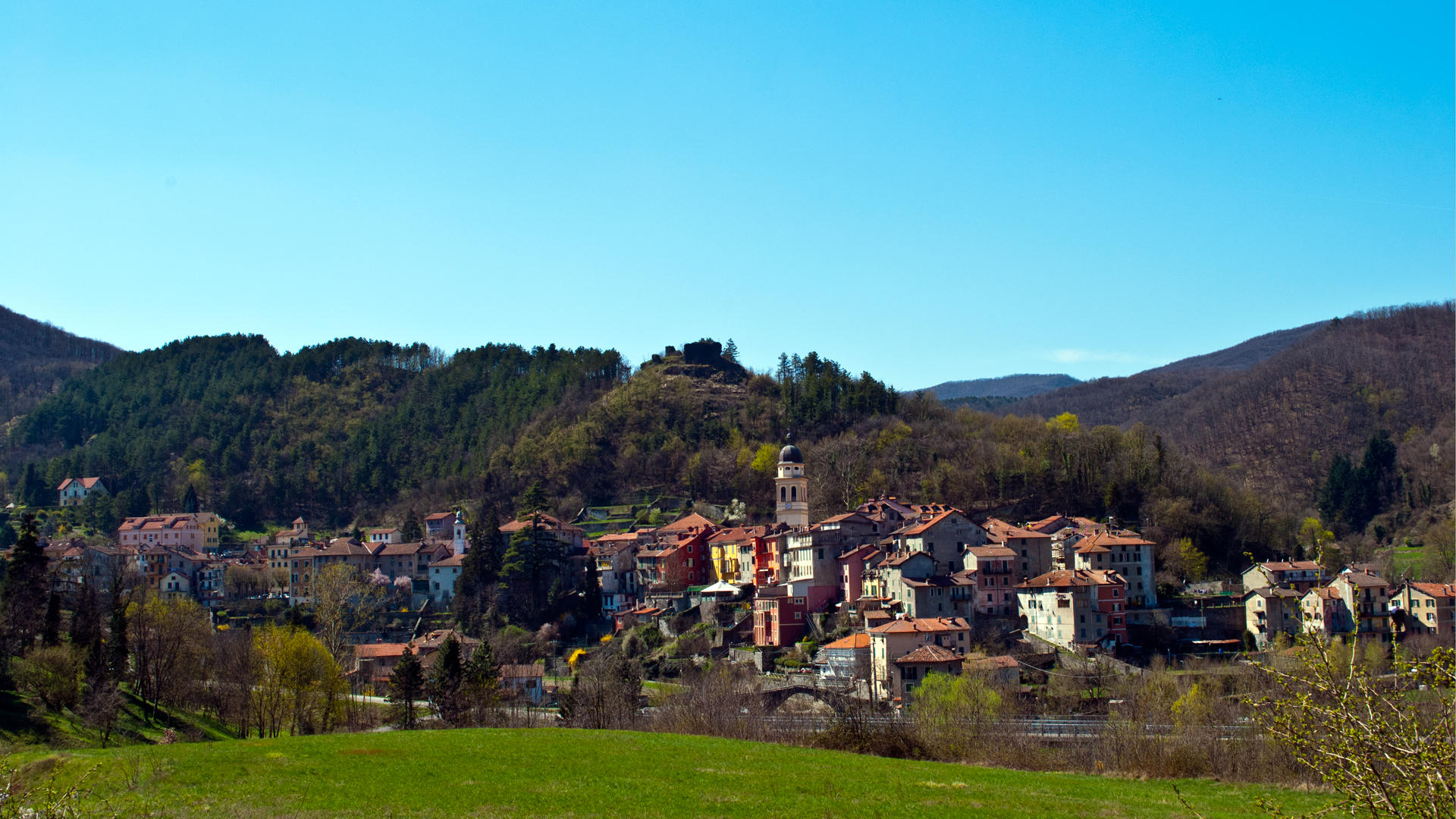

Щорічний фестиваль відбувається 24 червня. Покровитель — святий Іван Хреститель De Rossi.

## Демографія
Населення за роками:

Станом на 1 січня 2023 року в муніципалітеті офіційно проживало 26 іноземців з 14 країн, серед них 7 громадян країн Євросоюзу та 1 громадянин України.

## Сусідні муніципалітети
- Бозіо
- Кампомороне
- Каррозіо
- Фракональто
- Гаві
- Ізола-дель-Кантоне
- Міньянего
- Ронко-Скривія